# Alcolea de Calatrava
Alcolea de Calatrava ist ein zentralspanischer Ort und eine Gemeinde (municipio) mit 1.361 Einwohnern (Stand: 2024) im Zentrum der Provinz Ciudad Real in der autonomen Region Kastilien-La Mancha. 

## Lage und Klima
Alcolea de Calatrava liegt in der weitgehend ebenen und wasserarmen Landschaft von La Mancha knapp 20 Kilometer (Fahrtstrecke) westlich der Provinzhauptstadt Ciudad Real bzw. ca. 210 km südsüdwestlich von Madrid in einer Höhe von ca. 635 m. 
Das Klima ist gemäßigt bis heiß; der eher spärliche Regen (ca. 438 mm/Jahr) fällt – mit Ausnahme der zumeist eher trockenen Sommermonate – verteilt übers Jahr.

## Bevölkerungsentwicklung
| Jahr      | 1970 | 1981 | 1991 | 2001 | 2011 | 2021 |
| Einwohner | 1860 | 1585 | 1612 | 1630 | 1616 | 1363 |

Trotz der Mechanisierung der Landwirtschaft, der Aufgabe bäuerlicher Kleinbetriebe („Höfesterben“) und dem daraus resultierenden Verlust von Arbeitsplätzen ist die Einwohnerzahl der Gemeinde in der zweiten Hälfte des 20. Jahrhunderts nur leicht gesunken.

## Sehenswürdigkeiten
- archäologische Fundstätten
- Himmelfahrtskirche